# Odosobnione niebezpieczeństwo

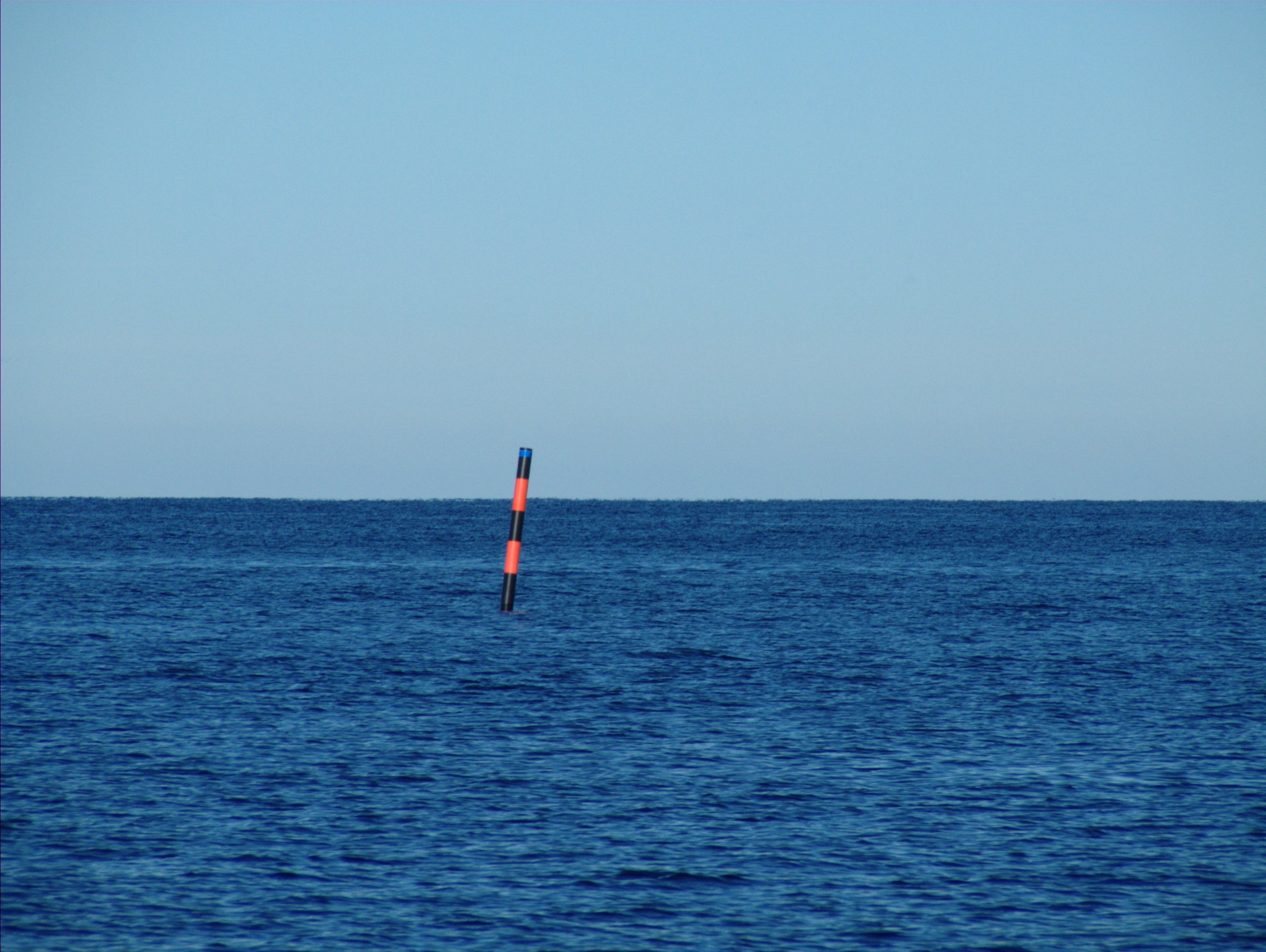

Odosobnione niebezpieczeństwo – w systemie IALA stosuje się je do oznaczenia niebezpiecznego miejsca o ograniczonym zasięgu, wokół którego woda jest żeglowna.
Kolor czarny z jednym lub kilkoma poziomymi czerwonymi pasami. Znak szczytowy w kształcie dwóch czarnych kul, jedna nad drugą.
Światło białe, rytm: błyskowe grupowe podwójne (Bł(2)).